# Peter Jost Huber
Peter Jost Huber (Wohlen, 25 de março de 1934) é um estatístico alemão. É professor emérito da Universidade de Bayreuth.

## Publicações selecionadas
- Robust Estimation of a Location Parameter, 1964, in Annals of Mathematical Statistics, 35(1), 73-101.
- The Behavior of Maximum Likelihood Estimates under Nonstandard Conditions, 1967, in Proceedings of the fifth Berkeley Symposium, J. Neyman (Hrsg), 1, 221-233, Berkeley, CA, University of California Press.
- Robust Statistics, 1981, New York, Wiley.